# Julián Vázquez
Julián Vázquez (Brigham City, Utah, Estados Unidos; 30 de marzo de 2001) es un futbolista mexicano-estadounidense. Juega de delantero y su equipo actual es el Real Monarchs de la MLS Next Pro.

## Trayectoria
El 7 de octubre de 2018, Vázquez fichó por el Real Salt Lake de la MLS como jugador de cantera.
Debutó profesionalmente el 11 de junio de 2019 en la derrota por 3:0 ante Los Angeles FC en la US Open Cup.

## Selección nacional
Vázquez participó en campamentos de entrenamiento de la selección de Estados Unidos en la categoría sub-16, sin embargo, desde 2018 que el centrocampista es parte de la selección de México sub-18.

## Estadísticas
Actualizado al último partido disputado el 6 de septiembre de 2021.
| Real Salt Lake Estados Unidos       |               |               |    |   |   |   |   |    |    |   |
| 1.ª                                 | 2019          | 0             | 0  | 1 | 0 | 0 | 0 | 1  | 0  |   |
| Total club                          | Total club    | 0             | 0  | 1 | 0 | 0 | 0 | 1  | 0  |   |
| Real Monarchs Estados Unidos        |               |               |    |   |   |   |   |    |    |   |
| 1.ª                                 | 2019          | 11            | 1  | - | - | - | - | 11 | 1  |   |
| 1.ª                                 | 2020          | 9             | 1  | - | - | - | - | 9  | 1  |   |
| Total club                          | Total club    | 20            | 2  | 0 | 0 | 0 | 0 | 20 | 2  |   |
| Las Vegas Lights FC Estados Unidos  |               |               |    |   |   |   |   |    |    |   |
| 1.ª                                 | 2021          | 14            | 0  | - | - | - | - | 14 | 0  |   |
| Total club                          | Total club    | 14            | 0  | 0 | 0 | 0 | 0 | 14 | 0  |   |
| Total carrera                       | Total carrera | Total carrera | 34 | 2 | 1 | 0 | 0 | 0  | 35 | 2 |
| (1) Incluye datos de la US Open Cup |               |               |    |   |   |   |   |    |    |   |

## Vida personal
Nació en utah de padre mexicano.